# Maartin Allcock
Maartin Allcock (5. ledna 1957 v Middleton, Manchester, Lancashire v Anglii – 16. září 2018) byl anglický multiinstrumentalista.
Po letech učení strávených ve folkových klubech a tanečních skupinách se připojil ke keltské folkové skupině Bully Wee Band, v 11 letech hrál ve folk-rockové legendě, skupině Fairport Convention, čtyři roky s rockovou skupinou Jethro Tull, dále se podílel jako příležitostný hráč asi na 200 albech. Působil též ve skupině Swarb's Lazarus, která hrála v sestavě Dave Swarbrick, Kevin Dempsey a Maartin Allcock.
V roce 2018 oznámil na svých webových stránkách, že mu byla diagnostikována rakovina jater a že před odchodem do důchodu by rád ukončil svou kariéru vystoupením na Cropredy Festivalu. Zemřel 16. září 2018.

## Vybraná diskografie

### Sólová alba
- MAART (1990)
- OX15(1999)
- Serving Suggestion (2004)
- Chilli Morning (2012)

### S Fairport Convention
- Here Live Tonight (Australia; 1986)
- Expletive Delighted (1986)
- More Live Tonight (Australia; 1986)
- Cropredy Capers (Video; 1987)
- Meet On The Ledge (1987)
- The Other Boot (1987)
- In Real Time (Live '87)
- In Real Time (Video; 1987)
- The Third Leg Woodworm (1988)
- Red & Gold (1989)
- The Five Seasons (1991)
- Legends (Video; 1991)
- 25th Anniversary Live (2CDs; 1992)
- Jewel In The Crown Woodworm (1995)
- Old.New.Borrowed.Blue (1996)

### Ostatní spolupráce
- Ralph McTell, "Bridge Of Sighs" (1987)
- Simon Nicol, "Before Your Time" (1987)
- Jethro Tull, "Rock Island" (1989)
- Ralph McTell, "Love Songs"(1989)
- Kieran Halpin, "Crystal Ball Gazing" (1989)
- Beverley Craven, "Beverley Craven" (1990)
- Steve Ashley, "Mysterious Ways" (1990)
- Dan Ar Braz, "Songs" (1990)
- Dan Ar Braz, "Frontieres de Sel" (1991)
- Kieran Halpin, "Mission Street" (1991)
- Jethro Tull, "Catfish Rising" (1989)
- Ralph McTell, "Silver Celebration" (1992)
- Ralph McTell, "The Boy With The Note" (1992)
- Dan Ar Braz, "Les Îles de la Memoire" (1992)
- Dan Ar Braz, "Rêve de Siam" (1992)
- Dan Ar Braz, "Xavier Grall" (1992)
- Simon Nicol, "Consonant Please Carol" (1992)
- Robert Plant, "Fate Of Nations" (1993)
- Ralph McTell, "Alphabet Zoo" (1993)
- Beverley Craven, "Love Scenes" (1993)
- Beth Nielsen Chapman, "Beth Nielsen Chapman" (2nd Album) (1993)
- Les Barker, "Gnus and Roses" (1994)
- Ralph McTell, "Slide Away The Screen" (1994)
- Dan Ar Braz, "Theme For The Green Lands" (1994)
- Ashley Hutchings, "Twangin' 'n' a-Traddin'" (1994)
- Ashley Hutchings, "The Guv'nor's Big Birthday Bash" (1995)
- Billy Connolly, "Musical Tour Of Scotland" (1995)
- Judith Durham, "Mona Lisas" (1996)
- Mandolin Allstars, "1st album" (1996)
- Steve Tilston/Maggie Boyle, "All Under the Sun" (1996)
- Chris Leslie, "The Flow" (1997)
- The Simon Mayor Quintet, "Mandolinquents" (1997)
- WAZ!, "WAZ!" (1998)
- Dave Pegg And Friends, "Birthday Party" (1998)
- Steve Gibbons, "The Dylan Project" (1998)
- WAZ!, "Fully Chromatic" (1999)
- David Hughes, "Recognised" (2000)
- Ralph McTell, "Red Sky" (2000)
- "Hope & Glory" (Soundtrack) (2000)
- Sally Barker, "Another Train" (2000)
- Emily Slade, "Shire Boy" (2001)
- Kieran Halpin, "Back Smiling Again" (2002)
- Alistair Russell, "A19" (2002)
- John Wright, "Dangerous Times" (2002)

Jako producent:
- Ralph McTell, Sand In Your Shoes (1995)